# شوشود (فشارود)
شوشود (بالفارسية: شوشود) هي مستوطنة تقع في إيران في قسم فشارود الريفي. يقدر عدد سكانها بـ 615 نسمة .